# Brockville

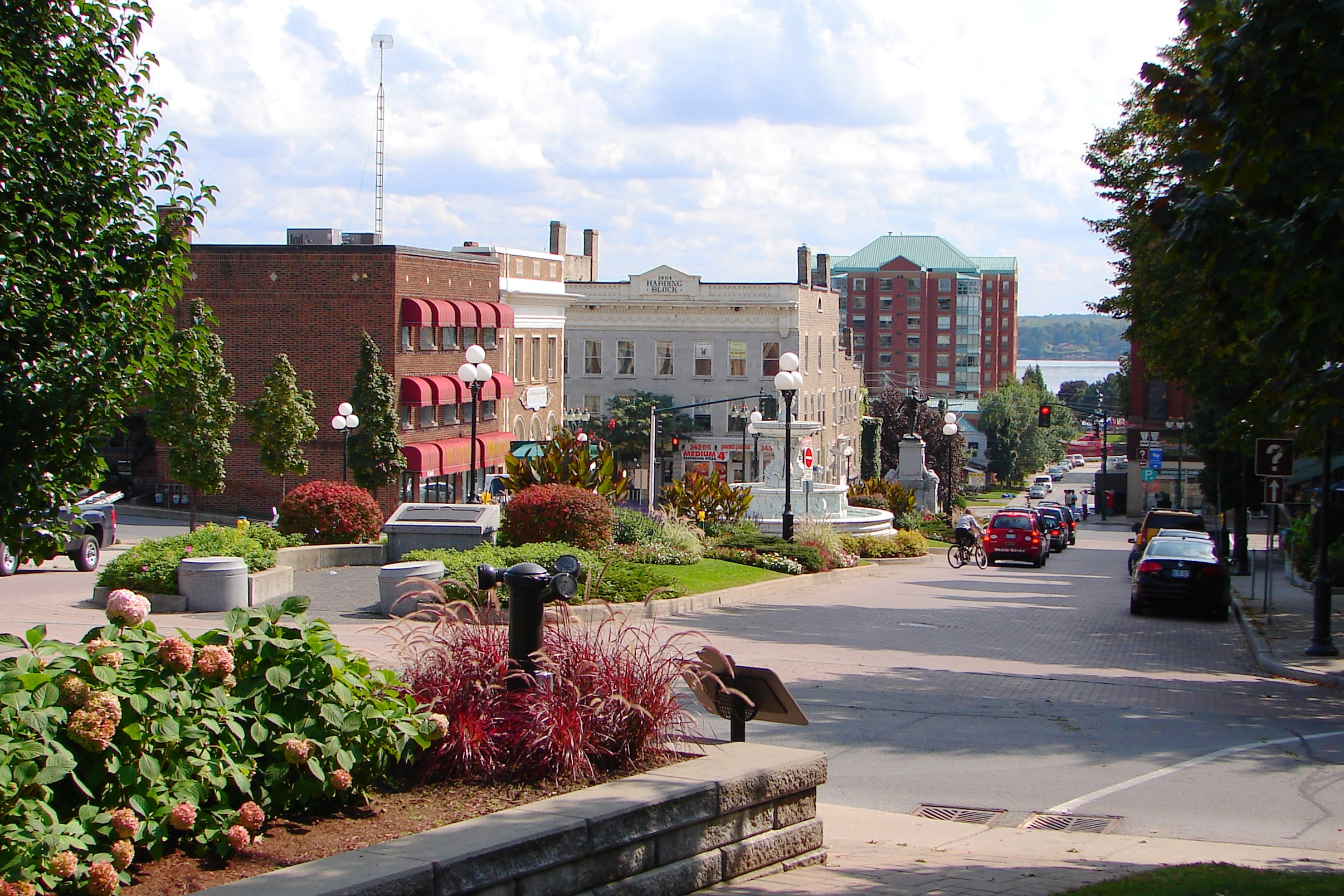
Calle Broad en Brockville.

Brockville, anteriormente Elizabethtown, es una ciudad en el este de Ontario, Canadá, en la región de las Mil Islas. A pesar de que sirve como sede de Leeds y Grenville condados unidos, Brockville es políticamente independiente y se agrupa con Leeds y Grenville para fines censales solamente.
Conocida como la "Ciudad de las 1000 Islas", Brockville se encuentra en la orilla norte del río San Lorenzo, justo enfrente de Morristown, Nueva York, cerca de la mitad de camino entre Cornualles, en el este y en el oeste de Kingston, y aproximadamente un 50 minutos en coche de la capital nacional de Ottawa. Es uno de los centros urbanos más antiguos de Ontario, y lleva el nombre del general británico sir Isaac Brock.

## Historia
Los pueblos indígenas vivieron a lo largo de ambos lados del río San Lorenzo desde hace miles de años. Las primeras personas que se sabe que se han encontrado con los europeos en el área fueron los iroqueses Lawrence St., un grupo distinto del anterior y naciones Iroquois del Haudenosaunee. Mientras el explorador Cartier registró alrededor de 200 palabras en su idioma Laurentian, la gente desapareció de la zona a finales del siglo XVI. Los iroqueses para entonces utilizó el valle del San Lorenzo como un coto de caza.
Esta área de Ontario fue colonizada por personas de habla inglesa en 1785 , cuando miles de refugiados de América llegaron de la guerra revolucionaria americana . Los colonos más tarde fueron llamados leales al Imperio Unido por su posición política apoyando relación continua con el rey Jorge III . La lucha entre Gran Bretaña y las 13 colonias americanas tuvo lugar en los años 1776 a 1783 y se divide en serio lealtades entre las personas en algunas colonias , como Nueva York y Vermont. En muchas zonas, los comerciantes y los comerciantes de las ciudades de la costa o de la frontera norte tenían fuertes lazos comerciales y alianzas con los británicos que hicieron los pioneros del interior. Durante la guerra de 6 años , que terminó con la capitulación de las fuerzas británicas en 1782 , muchos de los colonos que permanecieron leales a la corona eran frecuentemente objeto de duras represalias y el despojo injusto de la propiedad por parte de sus compatriotas. Muchos de los " legitimistas " optaron por huir hacia el norte hasta la entonces colonia británica de Quebec. Gran Bretaña abrió esta región occidental de Canadá mediante la asignación de tierras a los republicanos en su mayoría de habla inglesa y ayudándoles con algunos suministros que fundaron nuevos asentamientos.
El río San Lorenzo, que separa entre Brockville y Morristown , Nueva York, fue nombrado por los exploradores franceses en el siglo XVIII para conmemorar el martirio romano cristiano , San Laurentis . La pequeña ensenada en la orilla norte del río San Lorenzo había sido un punto de descanso natural para viajeros franceses en el pasado. En 1785 la primera U.E. Leal para ocupar la tierra aquí en el sitio de Brockville fue William Buell Sr. (1751-1832) , un alférez disuelto de Rangers del Rey , por el estado de Nueva York. Los residentes llaman comúnmente el primer establecimiento "La bahía de Buell " . Alrededor de 1.810 funcionarios del gobierno de Canadá superior designan la aldea como Elizabethtown .
En 1812 , los residentes principales de la pequeña aldea decidieron sugerir un nombre que se diferenciaba de la población circundante de Elizabethtown . Esto fue durante la segunda guerra de seguimiento con los vecinos americanos de Canadá , conocida como la guerra de 1812. El mando de la clasificación general británico en el Alto Canadá y el administrador temporal de la provincia era el General de Isaac Brock. Él fue celebrado como el "Héroe y salvador " del Alto Canadá a causa de su reciente éxito en la obtención de la rendición de la fortaleza Detroit . Tal vez para ganarse el favor de Gen Brock, algunos ciudadanos principales en la aldea , entre ellos Charles Jones , propuso el nombre de Brockville. Ellos comenzaron a utilizar este nuevo nombre en su correspondencia y tratos con Isaac Brock. Gen. Brock pronto se vio envuelto en otras batallas en la península de Niagara , y el 13 de octubre de 1812, le dispararon fatalmente mientras lideraba tropas hasta las alturas cerca del pueblo de Queenston , entonces en poder de la milicia estadounidense.
El Raid en Elizabethtown ocurrió el 7 de febrero de 1813, cuando Benjamin Forsyth y 200 hombres cruzaron el congelado río San Lorenzo para ocupar Elizabethtown y aprovechar militares y almacenes públicos , prisioneros americanos libres, a continuación, capturar prisioneros militares británicos.
El general había estado al tanto de la honra que se ofrecen por los residentes de Elizabethtown, pero no tuvo la oportunidad de darle su bendición oficial antes de su muerte . Los funcionarios provinciales aceptaron el nuevo nombre, que pronto fue utilizado comúnmente por los residentes y visitantes. En 1830 la creciente población de Brockville había logrado superar la marca de 1.000 . Este derecho a ser representado por su propio miembro electo en la Asamblea Legislativa . Henry Jones, el cartero del pueblo , fue elegido en octubre de 1830 hasta el 11 º Parlamento de la Provincia.
Brockville se convirtió en la ciudad autónoma primero incorporado de Ontario el 28 de enero de 1832, dos años antes de la ciudad de Toronto. Por medio de la Ley de la Policía Brockville , aprobada por la Asamblea Legislativa del Alto Canadá , Brockville se le dio el derecho a gobernar sus propios asuntos , aprobar leyes y aumentar los impuestos . Las primeras elecciones para el nuevo Consejo de Policía se celebraron el 2 de abril de 1832, para elegir a cuatro miembros de la Junta . Estos cuatro a su vez eligieron a un quinto miembro , Daniel Jones , quien también fue elegido como el primer presidente de la Junta de Policía , o el alcalde de Brockville. En marzo de 1836 se convirtió en el primer canadiense nativo superior para recibir el título de caballero real del rey Guillermo IV , y se convirtió en " Sir Daniel Jones" .
En el siglo XIX , la ciudad se convirtió en un centro local de la industria, incluyendo la construcción naval , talabarterías , curtiembres , hojalateros , una fundición , una fábrica de cerveza , y varios hoteles . Hacia 1854 , una industria de la medicina de patente había surgido en Brockville y bordeando Morristown, NY con productos como " píldoras del Dr. Morse indios Raíz ", " Tablets Gusano del Dr. McKenzie " y después, "Dr. Williams' Pink Pills for Pale People".
En 1855, Brockville fue elegido como punto de división en la línea del nuevo Grand Trunk Railway , que fue construido y abierto desde Montreal a Toronto. Esto contribuyó a su crecimiento , ya que podría ofrecer puestos de trabajo en el mantenimiento de trenes y campos relacionados. Al mismo tiempo, la línea norte- sur de la Brockville y Ottawa ferrocarril fue construido como un vínculo de transporte para unirse a la ruta de la nave del río San Lorenzo con el comercio de la madera del Valle de Ottawa. Un túnel bien diseñado para este ferrocarril fue desenterrado y criticó por debajo de la media de Brockville. El Brockville túnel fue el primer túnel ferroviario de su tipo creado y abierto en Canadá.
Brockville y muchas otras ciudades en Canadá West llegó a estar implicado en la invasión Fenian amenazado posteriores al cierre de la guerra civil americana en 1865. En junio de 1866, el estadounidense de origen irlandés " Hermandad de Fenians " invadieron Canadá. Ellos lanzaron incursiones a través del río Niágara en Canadá occidental y de Vermont en el Canadá oriental. Premier canadiense John A. Macdonald pidió a las compañías de la milicia de voluntarios en cada ciudad para proteger a Canadá. Se movilizó a la Compañía de Infantería y Brockville Brockville Rifle Company (ahora El Brockville Rifles ) para proteger a Brockville. Estos fallidos Raids fenianos fueron un catalizador que contribuyó a la creación del nuevo Dominio de Canadá en 1867.
En 1869, Brockville era un pueblo de 5.000 habitantes y una estación del ferrocarril magnífico del tronco en el río San Lorenzo en th municipio de Elizabeth Condado de Leeds. Brockville fue la capital del condado de los condados unidos de Leeds y Grenville y un puerto de entrada. Vapores detuvieron en Brockville diariamente mientras navegan entre Montreal, Kingston, Toronto y Hamilton. El Brockville y Ottawa ferrocarril conectado con Smith Falls, Perth, Almonte, Carleton Place y Sandy Point. En verano, un ferry de vapor surcaban cada media hora entre Brockville y Morrisburg Nueva York.
En 1962 se le concedió Brockville estatus oficial como ciudad. Su escudo de armas cuenta con una colmena rodeada de una cadena de oro y lleva el lema de Industria, Intelligentia, Prosperitas. Este es un diseño heráldico oficial. Brockville es una de las pocas ciudades que tiene una bandera heráldica reconocido.

## Transporte y comunicaciones

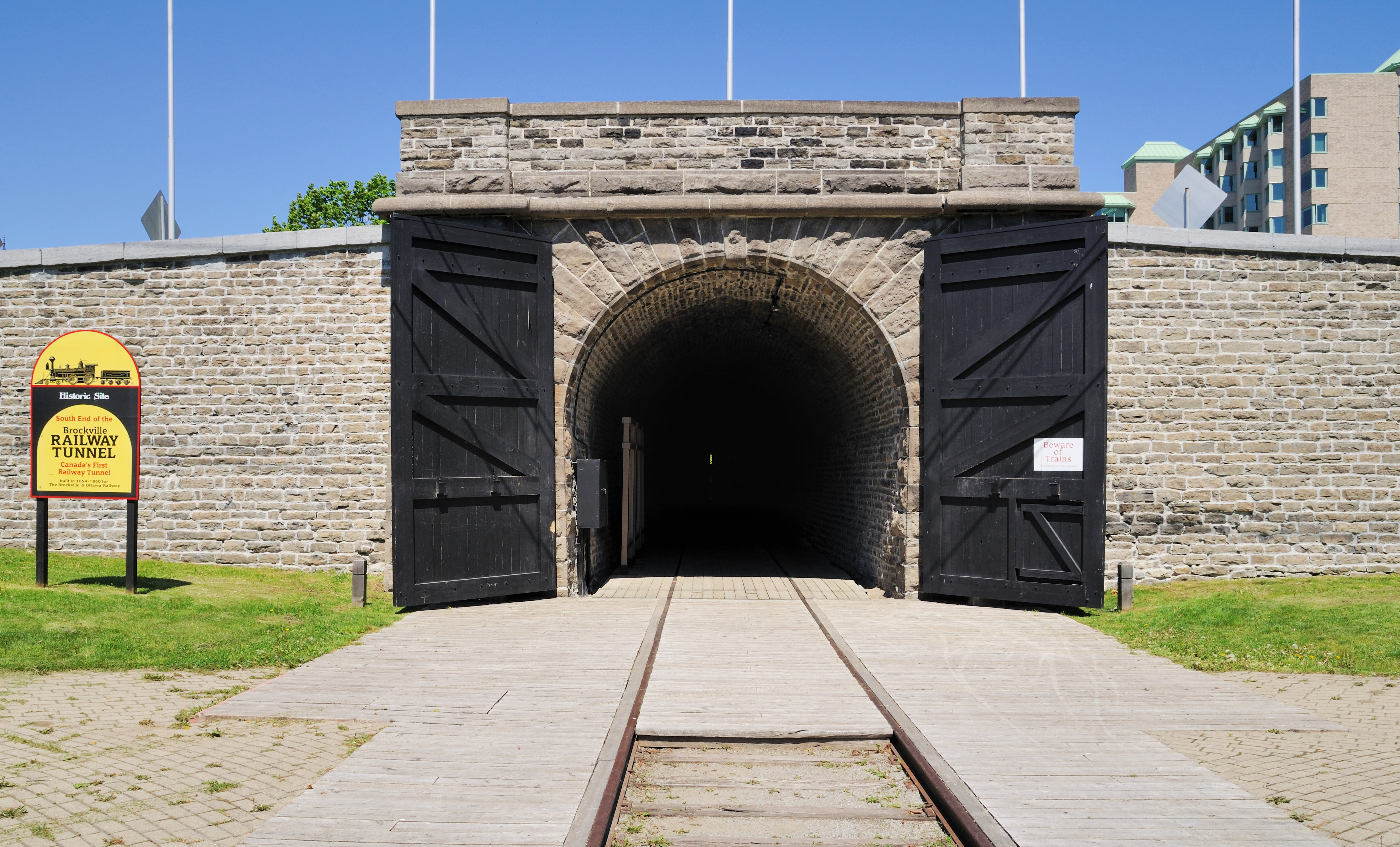
Parte sur del túnel de Brockville, que inaugurado en 1860 fue el primer túnel para tren en Canadá.

Brockville está a medio camino entre Toronto y Montreal (330 kilómetros (210 millas) al noreste de Toronto y 210 kilómetros (130 millas) al suroeste de Montreal) y menos de una hora de Ottawa. Carretera 401 atraviesa Brockville, con salidas en el Leeds y el condado Grenville Ruta 29 y el Norte de Augusta Road. Hay varias conexiones diarias a través de ferrocarril a Montreal, Toronto y Ottawa a lo largo del corredor.
La ciudad tiene un aeropuerto municipal (Brockville Regional Tackaberry Aeropuerto) en la vecina Elizabethtown-Kitley Township. El Aeropuerto Internacional de Ottawa Macdonald-Cartier está a unos 100 km de distancia.
El puente de las Mil Islas y el Puente Internacional de Ogdensburg -Prescott, los cuales cruzan el río St. Lawrence en Nueva York, se encuentra a 35 kilómetros (22 millas) al sur -oeste y 25 kilómetros (16 millas) al noreste de Brockville, respectivamente .
Brockville Transit es el sistema de transporte público de la ciudad que funciona con la que cubre la zona urbana, proporcionando tres líneas regulares de autobuses regulares y servicios de transporte informal, de lunes a sábado.
Brockville tiene una alta capacidad de banda/telecomunicaciones de alta velocidad proporcionada por ambas líneas de fibra de AT&T y Bell Canada .
Toda la ciudad Wi-Fi también está disponible por varios transportistas, incluyendo Starbucks y McDonalds (Bell Wi-Fi).

## Economía
En Brockville se encuentra la sede de varios fabricantes industriales de gran tamaño. Calco Environmental Group Ltd. diseña, fábrica, comisiones, y soporta soluciones llave en mano para la recuperación de suelos y el tratamiento del aire y del agua en aplicaciones industriales. 3M opera dos fábricas en Brockville, cinta de la fabricación y los productos de salud y seguridad en el trabajo. Procter & Gamble operaciones de los balances de la producción de la ciudad secador y productos de limpieza, empleando 600. Otras industrias incluyen ventilador de techo fabricante Canarm, fabricante de productos farmacéuticos Trillium Canadá, y la planta de aceite de mezcla de Shell Canadá. Minorista canadiense Giant Tiger también ha abierto un centro de distribución de productos congelados en Brockville. Abbott Laboratories anteriormente operó una planta de fabricación en Brockville, haciendo fórmula para niños y adultos nutricionales para los mercados nacionales y extranjeros, pero se cerró en 2012, una pérdida de 150 puestos de trabajo.
Muchos residentes del área se emplean en las instalaciones de Invista Canada (antes DuPont Canada Ltd.) con sede en Maitland, justo al este de Brockville. Transcom WorldWide (antes Nucomm Internacional) también opera un centro de atención telefónica que emplea alrededor de 200 personas.
Brockville es también el principal centro de atención de la salud administrativa y comercial para el condado de Leeds-Grenville. Los principales empleadores del sector público incluyen el Consejo Escolar del Distrito Alto Canadá, que tiene su sede en Brockville; y el Centro de Salud Mental Brockville, conocido localmente como el "psych", abreviatura de Hospital Psiquiátrico.